# Черни дял
Черни дял е село в Северна България.
То се намира в община Елена, област Велико Търново.

## География
Село Черни дял се намира в планински район.